# Атанас Стоянов (революционер)
Атанас Илиев Стоянов е български революционер, деец на Вътрешната македоно-одринска революционна организация.

## Биография
Атанас Стоянов е роден през 1878 година в кичевското село Челопеци, тогава в Османската империя. Присъединява се към ВМОРО и през лятото на 1903 година участва в Илинденско-Преображенското въстание с четата на Ванчо Сърбаков. Взима участие в голямото сражение в местността Подуач край село Речани, където четата губи 30 - 40 души. В сраженето в планината над Патевец четата губи още няколко души, а Атанас Стоянов е ранен два пъти в десния крак. След въстанието в 1906 година е в четата на Пешо Паша, с която се сражава против сръбските чети, появили се в Кичевско.
В 1917 - 1918 година участва в Първата световна война, като служи във 2-ра рота на 12-та допълваща дружина.
На 13 април 1943 година, като жител на Челопеци, подава молба за народна пенсия, която е одобрена и отпусната от Министерския съвет на Царство България.